# FC ZVVZ Milevsko
FC ZVVZ Milevsko je fotbalový klub z Milevska hrající Přebor Jihočeského kraje. Největším úspěchem v historii klubu byl v roce 1981 postup z divize do II. národní ligy, ve které však milevští fotbalisté obsadili poslední místo a po roce sestoupili zpět do divize. Mezi odchovance FC ZVVZ Milevsko patří i bývalý český reprezentant Jan Koller.

## Historie
Klub byl založen v roce 1920.
Od svého vzniku až do roku 1973, kdy postoupil do divize, klub působil pouze v krajských soutěžích. V celostátních soutěžích (divize, 2. česká národní fotbalová liga) se klub s výjimkou sezóny 1988/89 udržel souvisle až do roku 2003. Od té doby jsou pády do krajského přeboru a následné návraty do divize častější. V sezóně 2011/12 se klub po dvou sezónách v krajském přeboru vrátil zpět do divize ze třetího místa díky odstoupení pěti B-mužstev z ČFL a divize. Následně se klub v divizi udržel pět sezón, tedy nejdéle od roku 2003. Sestup přišel v sezoně 2015/16. přestože klub získal nejvíce bodů za své pětileté účinkování v divizi. S ohledem na vývoj vyšších soutěží milevští fotbalisté sestoupili ze 13. místa.

## Minulé sezóny
- 2001/2002: Divize A - 12. místo
- 2002/2003: Divize A - 17. místo
- 2003/2004: Přebor Jihočeského kraje - 8. místo
- 2004/2005: Přebor Jihočeského kraje - 3. místo
- 2005/2006: Přebor Jihočeského kraje - 2. místo
- 2006/2007: Přebor Jihočeského kraje - 1. místo
- 2007/2008: Přebor Jihočeského kraje - 1. místo
- 2008/2009: Divize A - 14. místo
- 2009/2010: Přebor Jihočeského kraje - 4. místo
- 2010/2011: Přebor Jihočeského kraje - 3. místo
- 2011/2012: Divize A - 13. místo
- 2012/2013: Divize A - 13. místo
- 2013/2014: Divize A - 13. místo
- 2014/2015: Divize A - 12. místo
- 2015/2016: Divize A - 13. místo (sestup)
- 2016/2017: Přebor Jihočeského kraje - 9. místo
- 2017/2018: Přebor Jihočeského kraje - 4. místo
- 2018/2019: Přebor Jihočeského kraje - 8. místo
- 2019/2020: Přebor Jihočeského kraje - 5. místo
- 2020/2021: Přebor Jihočeského kraje - 8. místo
- 2021/2022: Přebor Jihočeského kraje - 9. místo
- 2022/2023: Přebor Jihočeského kraje - 7. místo
- 2023/2024: Přebor Jihočeského kraje - 5. místo